# Ліпатов Юрій Сергійович
Юрій Сергійович Ліпатов  (нар. 10 липня 1927 Іваново-Вознесенськ СРСР (тепер Іваново Росія) — пом. 31 серпня 2007, Київ) — радянський, український вчений хімік, доктор хімічних наук (1963), професор(1964), Академік НАН України в галузі хімії високомолекулярних сполук (обраний 27.12.1973).
Академік Міжнародної академії творчості (1992), Нью-Йоркської Академії наук (1995).
Ліпатов Ю.С. є автором 20 монографій, 6 з яких видані за кордоном (Англія, Нідерланди, Канада, США, Німеччина), понад 1300 наукових статей і 140 авторських свідоцтв СРСР і патентів України на винаходи. 

## Біографія
Народився 10 липня 1927 року в місті Іваново-Вознесенськ в сім'ї радянського фізикохіміка Сергія Михайловича Ліпатова. Мати — Ліпатова Гарієта Володимирівна (1902—1986 рр.). У 1940 році сім'я переїхала до Мінська, а після початку Великої Вітчизняної війни була евакуйована до Ташкенту, де вони прожили з літа 1941 до 1943 р.  Влітку 1943 р., після повернення до Москви, Ю.С. Ліпатов екстерном склав іспити за середню школу і в 1944 р. вступив на технологічний факультет Московського нафтового інституту імені академіка І.М. Губкіна[ru], який  закінчив 1949 року за фахом «технологія нафти і газу» . Після закінчення вузу, з 1949 до 1951 р. працював інженером Центрального інституту авіаційних палив і мастил Міністерства нафтової промисловості СРСР.   У 1951-1954 рр. Ю.С. Ліпатов навчався в аспірантурі Фізико-хімічного інституту імені П.Я. Карпова (М. Москва). За цей час у лабораторії колоїдної хімії виконав і В 1954 р. захистив дисертаційну роботу на здобуття вченого ступеня кандидата хімічних наук. З кінця 1954 до 1959 р. Ю.С. Ліпатов працював на посаді старшого наукового співробітника в лабораторії колоїдної хімії Фізико-хімічного інституту імені П.Я. Карпова (М. Москва). Наукове звання старшого наукового співробітника йому присвоєно у 1959 р.  З 1959 р. працював старшим науковим співробітником Інституту загальної і неорганічної хімії (ІЗНХ) АН БРСР (М. Мінськ), де в цей час його батько керував лабораторією високополімерів. У 1960-1964 рр. Ю.С . Ліпатов - завідувач лабораторії армованих пластиків, заступник директора з наукової роботи  Інституті загальної і неорганічної хімії АН БРСР. 
У 1963 р. захистив дисертаційну роботу за темою ,,Дослідження структуроутворення концентрованих розчинах полімерів і в наповнених полімерах” і став доктором хімічних наук. У 1964 р. йому присвоєно наукове звання професора. У 1964 р. Ю.С. Ліпатов запрошений Президією Академії наук УРСР на роботу в Інститут хімії високомолекулярних сполук НАН України (ІХВС)), де і працював директором до 1985 року. Він очолював також відділ фізикохімії полімерів. З 2005 до 2007 р. працював радником при Дирекції. У 1969 р. Ю.С. Ліпатова обрано членом-кореспондентом, а в 1973 р. - Дійсним членом Академії наук УРСР. У 1985 р. Юрій Сергійович залишив посаду директора і зосередився на керуванні відділу фізико-хімії полімерів.
Серед тих, хто навчався під його науковим керівництвом, 10 докторів і 51 кандидат наукі.

Дружина — Ліпатова Тетяна Есперівна, доктор хімічних наук, професор.

## Наукова діяльність
Наукові роботи стосуються хімії полімерів. Досліджував структуроутворення в концентрованих розчинах полімерів і олігомерах, фізико-хімічні властивості і структуру поліуретанів. Також вивчав адгезію та адсорбцію полімерів з концентрованих розчинів на твердих поверхнях. Працював над науковим підґрунтям створення композитних полімерних матеріалів та шляхи їх практичного застосування. Ю.С. Ліпатовим розроблені нові наукові підходи до вирішення важливих проблем хімії, фізикохіміі, технології полімерів і композиційних полімерних матеріалів. Сформульовані ним принципи формування структури наповнених полімерів стали науковою базою для розвитку нових явлень про визначальну роль міжфазних шарів у властивостях полімерних матеріалів, що є значним внеском у фізикохімію багатокомпонентних полімерних систем. Велике значення мають основоположні роботи Ю.С. Ліпатова в галузі композиційних матеріалів нового покоління на основі гібридних полімерних матриць і взаємопроникних полімерних сіток (ВПС), фундаментальним підсумком яких стало встановлення принципових особливостей механізму і кінетики формування ВПС, що супроводжується фазовим поділом. Дослідження фазових рівноваг у багатокомпонентних полімернихисистемах за наявності твердих дисперсних тіл дало змогу Ю.С. Ліпатову запропонувати механізм підсилювальної дії наповнювачів і розвинути нові уявлення про фазовий етап наповнених сумішей лінійних полімерів і ВПС . Виконані під науковим керівництвом Ю.С. Ліпатова дослідження селективної адсорбції полімерів і їхніх сумішей з розчинів, структури граничних шарів і процесів їх формування Дали змогу встановити зв'язок між адсорбцією і термодинамічним станом компонентів у розчині і сформулювати принципи рівноважної і нерівноважної компатибілізації сумішей полімерів. На цій підставі Ю.С. Ліпатовим сформульовані термодинамічні умови адгезії полімерів до твердих поверхонь і уявлення про нерівноважну сегрегацію компонентів при формуванні адгезійного з'єднання, розроблена феноменологічна модель структури наповненого сплаву полімерів, показані особливості зміцнення композитів напочастинками і запропоновано фрактальне трактування адгезії. Під керівництвом Ю.С. Ліпатова проводились Дослідження процесів реакційного формування сумішей лінійних полімерів і ВПС, у результаті яких встановлено механізм утворення міжфазної Області В таких системах, визначені параметри, що характеризують їх частку, показано вплив межі поділу з твердим тілом у наповнених реакційних системах на кінетику хімічних реакцій і фазовий розподіл. Вагомі Досягнення вченого в галузі фізикохімії поліуретанів і матеріалів та їх основі. Ю.С. Ліпатов створив єдину в Україні наукову школу в галузі хімії і фізикохімії полімерів і полімерних композитів, що набула широкого визнання. Серед його учнів 10 Докторів і 50 кандидатів наук. За комплекс досліджень у галузі фізичної хімії композиційних полімерних матеріалів і монографію “Физическая химия наполненных полимеров” Ю.С. Ліпатову присуджено премію імені Л.В. Писаржевського АН УРСР (1980 р.), за роботу “Розробка нових поліуретанових матеріалів, створення технології виробництва і впровадження у нарОДНЄ господарство” - Державну премію УРСР в галузі науки і техніки (1981 р.), за вагомий внесок у фізико-хімію полімерів - премію імені Поля Флорі міжнародної Академії творчості (1997 р.), за цикл наукових праць “Сплави лінійних і сітчастих полімерів та їх підсилення” - премію імені А.І. Кіпріанова НАН України (1998 р.).

## Робота в редколегіях журналів та наукових радах
Тривалий час Ю.С. Ліпатов був членом редколегій “Українського хімічного журналу“, “Доповідей Академії Наук України”, журналів “Высокомолекулярные соединения”, “Journal of adhesion" (США), “Полімерного журналу” (Україна), журналу “Composite interface” (США) і “Journal of polymer materials” ( Індія).
Протягом тривалого періоду Юрій Сергійович обіймав посаду голови наукової ради АН УРСР з проблеми “Високомолекулярні сполуки” (1969 - 1981 рр.), голови спеціалізованої ради з присудження наукового ступеня доктора хімічних наук при ІХВС АН УРСР (1972-1993 рр.), голови наукової ради АН УРСР з проблеми “Композиційні полімерні матеріали” (1982-1987 рр.), був членом експертної ради ВАК СРСР (1971-1986 рр.), членом Правління і головою секції “Високомолекулярні сполуки і пластмаси” Українського хімічного товариства (1973-2007 рр.), заступником академіка-секретаря Відділення хімії та хімічної технології АН УРСР (1974-1977 рр.), членом експертної ради ВАК України (1996 р.).

## Робота за кордоном
За період наукової Діяльності Ю.С. Ліпатов виступав з доповідями і лекціями в наукових центрах: Англії (Шрусбері, Лондон, Йорк, Шеффілд, Манчестер, Глазго), США (Клівленд, Еймс), Швеції (Гетеборг), Японії (Токіо)

## Вибрані наукові праці
Покажчик друкованих праць (1954-2009)
- Список наукових праць Ліпатова Ю.С. в google scholar, h-індекс 46 [Архівовано 23 березня 2018 у Wayback Machine.]
- Список наукових праць Ліпатова Ю.С. в Scopus, h-індекс 25
- Липатов Ю. С. Физическая химия наполненных полимеров  — М.: Химия, 1977 г. (перекладено англійською мовою в 1979 г.) (476 цитувань);
- Adsorption of Polymers  — John Wiley and Sons, 1974 г.; (329 цитувань)
- Липатов Ю. С. Коллоидная химия полимеров — Киев, 1984 г. (перекладено англійською мовою видавництвом Elsevier);
- Липатов Юрий Сергеевич Адсорбция полимеров Наукова думка, 1972 г.
- Polymer Reinforcement  — ChemTec Publ., Canada, 1994 г.;
- Thermodynamics of Polymer Blends  — ChemTec Publ., Canada, 1996
- Липатов Юрий Сергеевич Коллоидная химия полимеров Наукова думка, 1984 г.
- Липатов Юрий Сергеевич Физическая химия наполненных полимеров Химия, 1977 г.
- Липатов Юрий Сергеевич Структура и свойства полиуретанов Наукова думка, 1970 г.
- Липатов Юрий Сергеевич Физико-химические основы наполнения полимеров Химия, 1991 г.
- Липатов Юрий Сергеевич Физико-химия наполненных полимеров Наукова думка, 1967 г.
- Липатов Юрий Сергеевич Межфазные явления в полимерах Наукова думка, 1980 г.[10]
- Адсорбция смесей полимеров из разбавленных и полуразбавленных растворов Ю. С. Липатов, Т. Т. Тодосийчук, В. Н. Чорная Усп. хим., 64:5 (1995), 497—504
- Особенности химической кинетики формирования взаимопроникающих полимерных сеток Ю. С. Липатов, Т. Т. Алексеева Усп. хим., 61:12 (1992), 2187—2214
- Физико-химические свойства иономерсодержащих взаимопроникающих полимерных сеток Ю. С. Липатов, Л. М. Сергеева Усп. хим., 55:12 (1986), 2086—2105
- Спинодальный распад в полимерных системах Ю. С. Липатов, В. В. Шилов Усп. хим., 53:7 (1984), 1197—1221
- Современные теории адсорбции полимеров на твердых поверхностях Ю. С. Липатов Усп. хим., 50:2 (1981), 355—379
- О состоянии теории изо-свободного объема и стеклования в аморфных полимерах Ю. С. Липатов Усп. хим., 47:2 (1978), 332—356
- Структурные особенности гомо- и сополиуретанов Ю. Ю. Керча, Ю. С. Липатов Усп. хим., 46:2 (1977), 320—344
- Синтез и свойства взаимопроникающих сеток Ю. С. Липатов, Л. М. Сергеева Усп. хим., 45:1 (1976), 138—159
- Современные представления о гелеобразовании в растворах полимеров и о строении гелей Ю. С. Липатов, Н. Ф. Прошлякова Усп. хим., 30:4 (1961), 517—531[11]

## Нагороди
- премія ім. Л. В. Писаржевського АН УРСР (1980);
- Державна премія України у галузі наука і техніка(1981);
- Орден Дружби народів (1981);
- звання Заслужений діяч науки і техніки України (1990);
- премія Поля Флорі Міжнародної Академії творчості (1997, Росія — США);
- премія А. І. Кіпріанова НАНУ за цикл наукових праць «Сплави лінійних і сітчастих полімерів та їх підсилення» (1998);
- орден «За заслуги» ІІІ ступеня (1998);
- Почесна Грамота Президії Верховної Ради УРСР (1977);
- Почесна Грамота Верховної Ради України (2007);
- Почесний знак Президії НАН України (2007).